# عقاب صياحة إفريقية

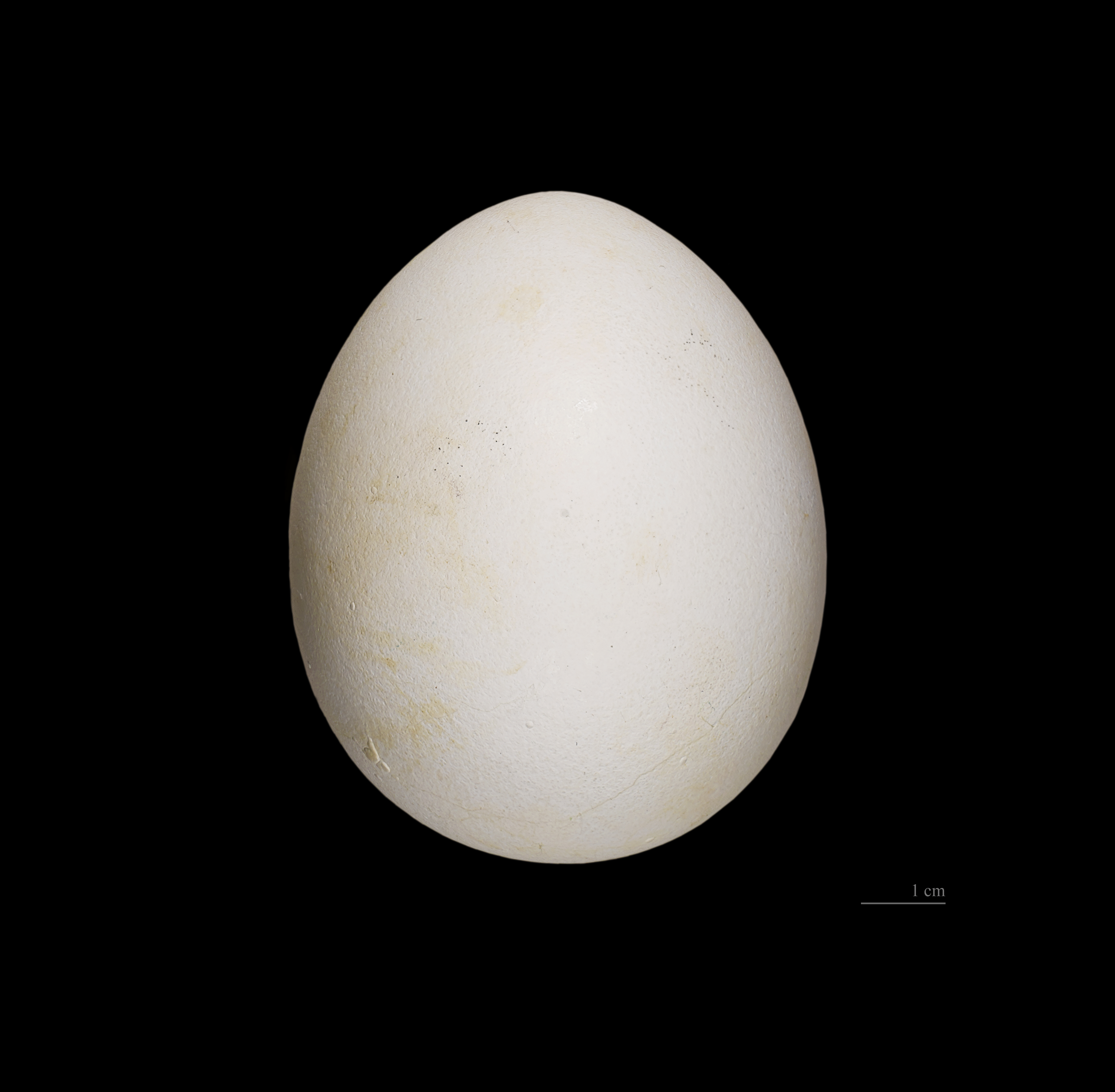
بيضة العقاب الصياحة الإفريقية

العُقَاب الصَّيَّاحَة الإِفْرِيقِيَّة أو عقاب السمك الإفريقية أو السَّهُوج أو الفقير أو أبو طوق (الاسم العلمي: Haliaeetus vocifer) (بالإنجليزية: African Fish Eagle) هو طائر جارح ينتمي إلى الفصيلة البازية، وهو الطائر الوطني لكل من زامبيا وزيمبابوي وجنوب السودان.